# ビール空軍基地
ビール空軍基地（ビール空軍基地、英: Beale Air Force Base）はアメリカ空軍基地。カリフォルニア州メアリーズビルに位置する。2008年現在は航空戦闘軍団第9偵察航空団などが所在。

## 概要
基地名は19世紀のアメリカ軍人でもあったエドワード・ビールから取られた。第二次世界大戦が始まっている1940年に基地の設置が検討され始め、1942年に第13機甲師団の訓練キャンプとして設営が開始された。第81歩兵師団や第96歩兵師団の訓練地としても使用されたほか、捕虜収容所としても運用された。
1948年からは陸軍から空軍に基地が移管され、射爆場のほか、訓練施設も備えた基地として運営された。その後は戦術航空軍団や戦略航空軍団の部隊が所在した時期があったが、1992年以降は航空戦闘軍団がホスト部隊となっている。

## 所在部隊
- 第9偵察航空団（英語版）
  - 第9任務支援群(9th Mission Support Group)
  - 第9医療群(9th Medical Group)
  - 第9整備群(9th Maintenance Group)
  - 第9作戦群(9th Operations Group)

- 第940空中給油航空団(940th Air Refueling Wing)
- 第548情報群(548th Intelligence Group)
- 第11分遣隊(Detachment 11)
- 第7宇宙警戒中隊(7th Space Warning Squadron)
- 第372訓練飛行隊第21分遣隊(372nd Training Squadron Detachment 21)

## 参考資料
- この記事にはパブリックドメインである、アメリカ合衆国連邦政府が作成した次の文書本文を含む。空軍歴史調査局（英語版）.
- この記事には現在パブリックドメインとなったBeale Air Force Baseからの記述が含まれています。
- Maurer, Maurer. Air Force Combat Units of World War II. Washington, DC: U.S. Government Printing Office 1961 (republished 1983, Office of Air Force History, ISBN 0-912799-02-1).
- Ravenstein, Charles A. Air Force Combat Wings Lineage and Honors Histories 1947–1977. Maxwell Air Force Base, AL: Office of Air Force History 1984. ISBN 0-912799-12-9.
- Mueller, Robert, Air Force Bases Volume I, Active Air Force Bases Within the United States of America on 17 September 1982, Office of Air Force History, 1989
- Beale AFB Factsheet